# Notropis marhabatiensis
La carpita de Maravatio (Notropis marhabatiensis) es un pequeño pez de agua dulce de América del Norte, cuyos ejemplares solo han sido encontrados en el manantial de San Miguel, un yacimiento de agua que desemboca en el Río Lerma. La carpita de Maravatío es un miembro del complejo de especies Notropis calientis al igual que la extinta carpita de Ameca, la carpita del Calabazas, la extinta carpita de Durango y la carpita de Zacapu. Este último fue descrito simultáneamente con N. marhabatiensis.

## Descripción
N. marhabatiensis se caracteriza por tener 7 (raramente 8) ramificaciones en la aleta pélvica. Tienen un patrón de pigmentación que va desde amarillo hasta café claro con una franja lateral oscura y estrecha se extiende desde alrededor de la aleta pectoral hasta el origen del pedúnculo caudal. En la región predorsal, aparece una mancha alargada difusa en la porción del cuerpo medio y algunos ejemplares muestran pequeñas manchas oscuras en la parte superior de la cabeza. Esta especie muestra en promedio 35 escamas en línea lateral y 9 escamas en línea transversal (una diferencia que tiene contra el promedio d 42 escamas mostradas por Notropis grandis). La carpita de Maravatío tiene una longitud estándar promedio (que es la medida tomada desde el extremo de la nariz hasta la base de la aleta caudal) de 43.73 milímetros con una desviación estándar de 3.2 milímetros.

## Estado de conservación
La carpita de Maravatío ha sido observada solo en un manantial cerca de ciudad de Maravatio en Michoacán, la cual tiene una profundidad máxima de 2 metros y un ancho de 5 metros, el cual es conocido localmente como "Ojo de Agua San Miguel". Entre 2004 y 2007, los investigadores no lograron hacer ninguna observación de la especie y se cree que la introducción de peces exóticos como guppys, guatopotes manchados y tilapias sabaki pueden explicar la ausencia de N. marhabatiensis durante ciertas temporadas.
El pequeño manantial está rodeado por casas y es usado frecuentemente como una piscina recreativa. N. marhabatiensis aún no ha sido evaluada por la UICN para la Lista Roja de Especies Amenazadas de la UICN, pero sus descriptores afirman que la especie debe considerarse en peligro de extinción y, por lo tanto, debe evaluarse como en peligro crítico de extinción.